# Austrophorocera summaria
Austrophorocera summaria är en tvåvingeart som först beskrevs av Townsend 1927.  Austrophorocera summaria ingår i släktet Austrophorocera och familjen parasitflugor. Inga underarter finns listade i Catalogue of Life.